# Justin Hayward and Friends Sing The Moody Blues Classic Hits
Justin Hayward and Friends Sing The Moody Blues Classic Hits è un disco di Justin Hayward, chitarrista e voce del gruppo rock inglese dei Moody Blues, pubblicato nel 1996.  Alcuni classici dei Moody Blues vengono interpretati da Hayward, Michael Sadler e Shaun Williamsen, con gli arrangiamenti orchestrali della Frankfurt Rock Orchestra. Negli anni successivi il disco è stato riproposto da diverse etichette, con titoli differenti.

## Tracce
1. Nights in White Satin (Michael Sadler - Voce)
2. Question (Shaun Williamsen - Voce)
3. Forever Autumn (Justin Hayward - Voce)
4. I Know You're Out There Somewhere (Shaun Williamsen - Voce)
5. Running Water (Justin Hayward - Voce)
6. New Horizons (Michael Sadler - Voce)
7. Blue World (Justin Hayward - Voce)
8. Isn't Life Strange (Shaun Williamsen - Voce)
9. The Voice (Michael Sadler - Voce)
10. Blue Guitar (Justin Hayward - Voce)
11. I'm Just the Singer in a Rock'n'roll Band (Shaun Williamsen - Voce)
12. Voices in the Sky (Justin Hayward - Voce)
13. Your Wildest Dream (Michael Sadler - Voce)
14. In My World (Justin Hayward - Voce)

## Formazione
- Justin Hayward - voce (tracce 3, 5, 7, 10, 12, 14)
- Michael Sadler - voce (tracce 1, 6, 9, 13)
- Shaun Williamsen - voce (tracce 2, 4, 8, 11)
- Lutz Halfter - batteria
- Thomas Simmerl - batteria
- Michael Lakatos - percussioni
- Hans-Dieter Lorenz - basso
- Johannes Luley - chitarra
- Thomas Lohr - chitarra
- Lutz Sommer - chitarra
- Dietmar Watchler - Chitarra Pedal Steel
- Tommy Schmitt-Zijnen - tastiera
- Frankfurt Rock Orchestra - Orchestra
- Leon Ives - arrangiamenti orchestrali